# Europese kampioenschappen turnen 2021
De Europese kampioenschapp turnen voor heren en dames werden gehouden van 21-25 april 2021 in St. Jakobshalle in Bazel, Zwitserland. De
De Europese kampioenschappen van 2021 waren een Olympisch kwalificatie-evenement met twee individuele plaatsen beschikbaar voor beide disciplines. Rusland verdiende een niet-nominatieve quotumplek in beide disciplines, terwijl de Turkse Adem Asil en de Roemeense Larisa Iordache zich kwalificeerden voor nominatieve ligplaatsen voor respectievelijk mannen en vrouwen artistieke gymnastiek.
De oorspronkelijke kwalificatiewedstrijden, de Europese kampioenschappen 2020, waren niet als zodanig aangewezen in het licht van de COVID-19-pandemie in Europa.
Verschillende leden van het Duitse damesteam kozen ervoor om deel te nemen in maillots voor het hele lichaam - een beweging die, hoewel altijd toegestaan, in het verleden als riskant en / of controversieel werd beschouwd - om de gymnasten comfortabeler te maken tijdens wedstrijden, en om ze aan te spreken en af te schrikken seksualisering van de sport.

## Medailles

### Vrouwen
| Onderdeel     | Goud | Goud                        | Zilver | Zilver             | Brons | Brons                |
| ------------- | ---- | --------------------------- | ------ | ------------------ | ----- | -------------------- |
| Meerkamp      | RUS  | Viktoria Listunova          | RUS    | Angelina Melnikova | GBR   | Jessica Gadirova     |
| Sprong        | SUI  | Giulia Steingruber          | GBR    | Jessica Gadirova   | RUS   | Angelina Melnikova   |
| Brug ongelijk | RUS  | Angelina Melnikova          | RUS    | Vladislava Urazova | GBR   | Amelie Morgan        |
| Balk          | FRA  | Mélanie de Jesus dos Santos | NED    | Sanne Wevers       | UKR   | Anastasiia Bachynska |
| Vloer         | GBR  | Jessica Gadirova            | RUS    | Angelina Melnikova | ITA   | Vanessa Ferrari      |

### Mannen
| Onderdeel       | Goud | Goud                   | Zilver | Zilver            | Brons | Brons                |
| --------------- | ---- | ---------------------- | ------ | ----------------- | ----- | -------------------- |
| Meerkamp        | RUS  | Nikita Nagornyy        | RUS    | David Belyavskiy  | UKR   | Illja Kovtoen        |
| Vloer           | RUS  | Nikita Nagornyy        | SUI    | Benjamin Gischard | ITA   | Nicola Bartolini     |
| Paard (voltige) | ARM  | Artur Davtyan          | RUS    | Nikita Nagornyy   | GBR   | Joe Fraser           |
| Ringen          | GRE  | Eleftherios Petrounias | RUS    | Nikita Nagornyy   | ITA   | Salvatore Maresca    |
| Sprong          | UKR  | Igor Radivilov         | ISR    | Andrey Medvedev   | GBR   | Giarnni Regini-Moran |
| Brug            | TUR  | Ferhat Arıcan          | RUS    | David Belyavskiy  | SUI   | Christian Baumann    |
| Brug            | TUR  | Ferhat Arıcan          | RUS    | David Belyavskiy  | GER   | Lukas Dauser         |
| Rekstok         | RUS  | David Belyavskiy       | GER    | Andreas Toba      | TUR   | Adem Asil            |